# Gare de Condom
Gare de Condom vasútállomás Franciaországban, Condom településen.

## Vasútvonalak
Az állomást az alábbi vasútvonalak érintik:
- Port-Sainte-Marie-Riscle-vasútvonal

## Kapcsolódó állomások
A vasútállomáshoz az alábbi állomások vannak a legközelebb: